# Nelson Prudêncio
Nelson Prudêncio (Lins, São Paulo, 4 april 1944 – São Carlos, 23 november 2012) was een Braziliaanse atleet, die gespecialiseerd was in het hink-stap-springen. Hij werd viermaal Zuid-Amerikaans kampioen en behaalde op de Olympische Spelen twee medailles in deze discipline. Ook had hij hierin heel kort het wereldrecord in handen.

## Loopbaan
Op 17 oktober 1968 won Prudêncio op zijn olympische debuut een zilveren medaille bij de Olympische Spelen van 1968 in Mexico-Stad. Met een beste poging van 17,27 m verbeterde hij het wereldrecord hink-stap-springen. Later verbeterde de Rus Viktor Sanjejev dit record naar 17,39 en werd hiermee olympisch kampioen. Het brons werd gewonnen door de Italiaan Giuseppe Gentile (brons; 17,22). Vier jaar later moest hij genoegen nemen met een bronzen medaille na een wedstrijd die opnieuw door Sanjejev gewonnen werd.
Prudêncio overleed in 2012 aan longkanker.

## Titels
- Zuid-Amerikaans kampioen hink-stap-springen - 1965, 1967, 1969, 1971

## Persoonlijke records
| Onderdeel          | Prestatie       | Datum           | Plaats      |
| ------------------ | --------------- | --------------- | ----------- |
| hink-stap-springen | 17,27 m (ex-WR) | 17 oktober 1968 | Mexico-Stad |
| verspringen        | 7,36 m          |                 |             |

## Palmares

### Hink-stap-springen
- 1967:  Pan-Amerikaanse Spelen - 16,45 m
- 1968:  OS - 17,27 m
- 1971:  Pan-Amerikaanse Spelen - 16,82 m
- 1972:  OS - 17,05 m